# Ahmed Tidiane Souaré
Ahmed Tidiane Souaré (ur. 1951), gwinejski polityk, premier Gwinei od 23 maja 2008 do 30 grudnia 2008.

## Życiorys
Ahmed Tidiane Souaré w latach 1989-1990 był członkiem Komitetu ds. Reform Ekonomicznych, Finansowych i Administracyjnych przy prezydencie Republiki Gwinei. Od 1990 do 1994 był koordynatorem Biura ds. Monitoringu, Oceny i Kontroli przy urzędzie prezydenta.
Od 1994 do 1996 pełnił funkcję szefa gabinetu Ministerstwa Ekonomii i Kontroli Finansowej, a następnie w latach 1996-1997 szefa gabinetu Ministerstwa ds. Budżetu. W latach 1997–2002 był szefem gabinetu Ministerstwa Ekonomii i Finansów. 2 stycznia 2002 został mianowany Inspektorem Generalnym Finansów.
8 marca 2005 objął stanowisko ministra kopalnictwa i geologii. Następnie, 29 maja 2006 objął urząd ministra szkolnictwa wyższego i badań naukowych. Urząd ten pełnił do marca 2007, kiedy swój rząd powołał premier Kouyaté. Był także dyrektorem Gwinejskiej Narodowej Komisji UNESCO.

## Premier
20 maja 2008 prezydent Lansana Conté, dekretem ogłoszonym późnym wieczorem w na antenie telewizji, usunął ze stanowiska premiera Lansanę Kuoyaté i mianował jego następcą Souaré. Mianowanie Souaré, postrzeganego jako technokratę, ale też bliskiego sojusznika prezydenta, oznaczało de facto wzmocnienie władzy Conté. Zwłaszcza, że poprzedni premier Kouyaté pochodził z kompromisowego wyboru opozycji i prezydenta po strajkach w 2007.
21 maja 2008 Souaré, na konferencji prasowej przed swoim domem, wyraził nadzieję na pojednanie narodu oraz zapowiedział przywrócenie autorytetu władzy i zaufania do niej wśród społeczeństwa. 22 maja lider związków zawodowych Gwinei określił mianowanie Souare jako "rażące naruszenie porozumienia z lutego 2007", które kończyło strajki w kraju. Związkowcy nie zdecydowali się jednak na podjęcie nowych strajków.
Ahmed Tidiane Souaré został oficjalnie zaprzysiężony na stanowisku premiera podczas ceremonii w Konakry 23 maja 2008. Przemawiając przy tej okazji, zapowiedział podjęcie reform, uwzględniających aspiracje Gwinejczyków.
Prawie natychmiast premier Souré musiał zmierzyć się z kryzysem, gdy 26 maja 2008 wśród żołnierzy domagających się zapłaty zaległego żołdu, doszło do wybuchu przemocy. Żołnierze zaczęli otwierać ogień w powietrze, a także uwięzili na pewien czas szefa sztabu generalnego, przybyłego do nich na rozmowy. W odpowiedzi na niepokoje, 27 maja 2008 Souaré obiecał zapłatę zaległego wynagrodzenia, wzywając do zachowania spokoju. Zapewnił także, że żaden z protestujących nie zostanie ukarany. Obiecał również poprawę warunków życiowych w wojsku. Wypłaty żołdu rozpoczęły się 30 maja 2008, co wygasiło napięcia w Konakry.
28 maja 2008 premier Souaré spotkał się z przedstawicielami opozycji, by przedyskutować z nimi kwestię stworzenia wspólnego rządu. Rząd premiera Souré został powołany 19 czerwca 2008. Tworzyło go 34 ministrów, wśród których znalazło się troje przedstawicieli opozycji. Do rządu dołączyły trzy partie opozycyjne, bez największego Zgromadzenia Ludu Gujany (RPG, Rassemblement du Peuple Guinéen).
Na początku lipca 2008 premier Souaré odbył podróż po stolicy, spotykając się z jej mieszkańcami. W sierpniu 2008 zapowiedział powstanie Programu Minimalnych Standardów, mającego na celu poprawę bezpieczeństwa, podstawowych usług i infrastruktury, zwiększenie zatrudnienia młodzieży oraz obniżenie cen żywności.

## Zamach stanu i utrata władzy
22 grudnia 2008 zmarł prezydent Lansana Conté. 23 grudnia 2008, we wczesnych godzinach porannych, premier Souaré razem z przewodniczącym Zgromadzenia Narodowego Aboubacar Somparé, ogłosił śmierć prezydenta Conté „po długiej chorobie”. Rząd ogłosił 40-dniową żałobę narodową.
Jednak już sześć godzin po ogłoszeniu śmierci prezydenta Conté, w telewizyjnym wystąpieniu kapitan Moussa Dadis Camara ogłosił powołanie Rady Narodowej na rzecz Demokracji i Rozwoju (CNDD) i przejęcie przez nią władzy od rządu. Zapowiedział zawieszenie konstytucji oraz działalności politycznej, a także rozwiązanie rządu i innych instytucji republiki. Premier Souaré nie uznał przewrotu junty i dalej uważał się za prawomocne władzy kraju.
24 grudnia Camara ogłosił się prezydentem republiki i wezwał premiera Souarego do stawienia się do obozu wojskowego Alpha Yaya Diallo w Konakry celem przekazania władzy. Dał premierowi 24 godziny na poddanie się i oddanie się w ręce wojska. W przypadku niespełnienia żądania, zagroził rozpoczęciem pościgu za premierem i członkami jego gabinetu na terenie całego kraju.
25 grudnia 2008 premier Souaré, wbrew wcześniejszym zapowiedziom, stawił się w kwaterze junty razem z 30 swoimi ministrami. Wraz z całym gabinetem oddał się do dyspozycji Camary, którego nazwał prezydentem. Camara oświadczył, że rządy w kraju przejęła CNDD, jednakże zgodził się na kontynuowanie pracy przez rząd Souarego. W czasie spotkania premier wyraził wolę pracy pod kierownictwem CNDD, podkreślając że jego gabinet składa się z technokratów, a nie z polityków.
Pomimo tego, 30 grudnia 2008 Camara nowym szefem rządu mianował niezależnego bankiera, Kabiné Komarę. Informacja o tym została podana do wiadomości poprzez transmisję radiową.
W marcu 2009 Ahmed Tidiane Souaré, wraz z innymi byłymi urzędnikami i doradcami prezydenta Conté, został aresztowany pod zarzutem korupcji i defraudacji państwowych funduszy. Razem z dwoma innymi byłymi ministrami został zwolniony na początku kwietnia po tym, jak zgodził się zwrócić pieniądze, o defraudację których został oskarżony. Premier zgodził się zwrócić kwotę 2,5 mln USD. 30 czerwca 2009 został jednak ponownie aresztowany, gdyż nie wpłacił wymaganej kwoty. Argumentował, że dysponuje tylko kwotą 100 mln franków gwinejskich spośród całej wymaganej sumy 12 mld franków.